# Тамаругал
Тамаругал или Пампа дел Тамаругал (на испански: Pampa del Tamarugal) е пустинна равнина в Централната Чилийска долина, в Северно Чили, явяваща се северно продължение на пустинята Атакама. Простира се на около 300 km от север на юг от 19° до 22° ю.ш. и ширина от 30 до 60 km. На запад е ограничена от Бреговите Кордилери, а на изток – от Западните Кордилери. Надморската ѝ височина е от 900 до 1200 m. Климатът е тропичен, пустинен. В Тамаругал няма постоянно течащи реки, а само временни. По южната ѝ периферия протича транзитната река Лоа, единствената постоянна река в пустинята Атакама. Високото разположение на грунтовите (подпочвените) води способства за растежа на ксерофилни ниски дървета и храсти, които са почти унищожени от човешката дейност. Разработват се находища на готварска сол и селитра.